# Белградська декларація

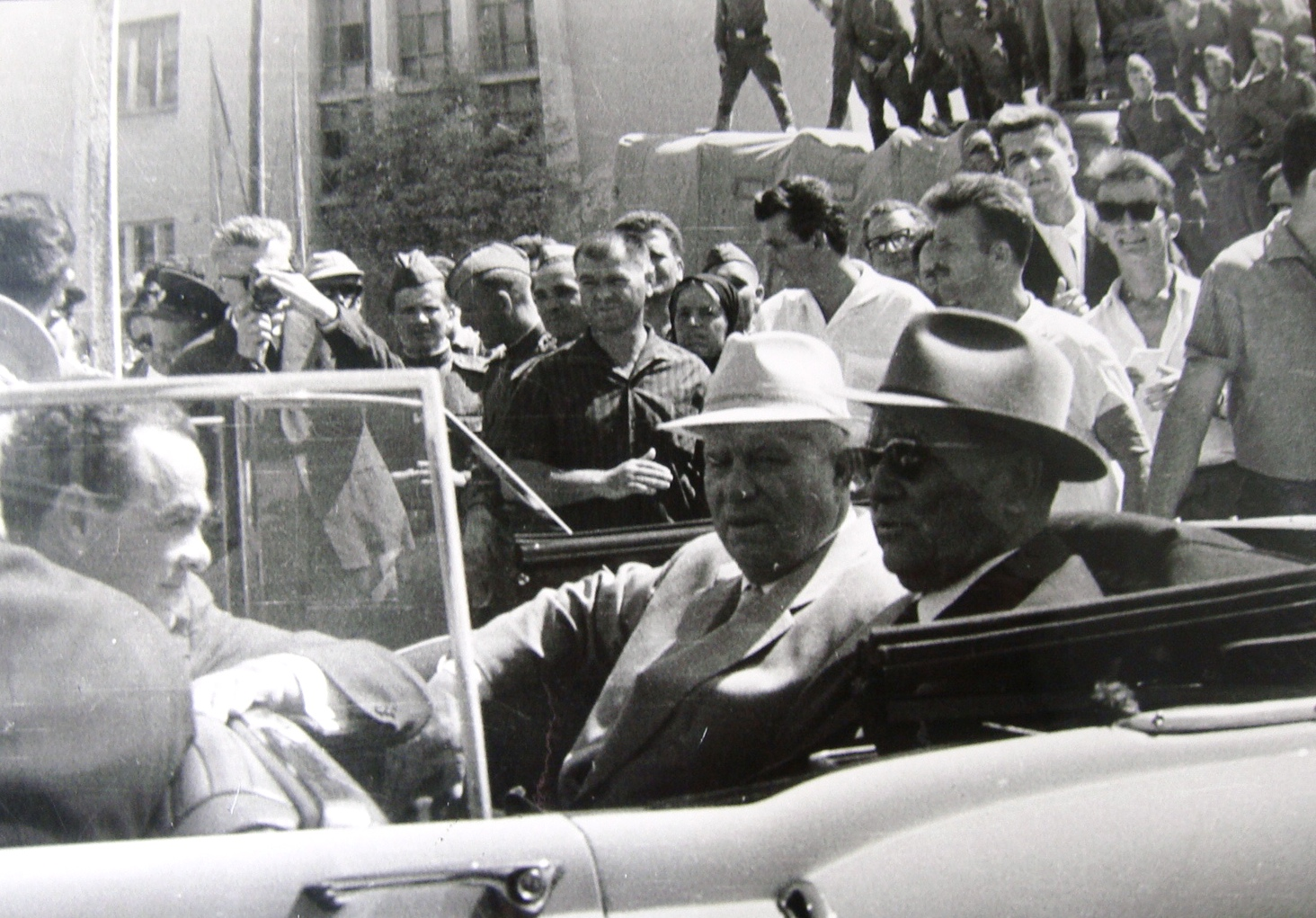
Тіто і Хрущов

Белградська декларація (рос. Белградская декларация, сербохорв. Beogradska deklaracija, серб. кир.: Београдска декларација, словен. Beograjska deklaracija, мак. Белградска декларација) — документ, підписаний Президентом Югославії Йосипом Тіто і радянським керівником Микитою Хрущовим 2 червня 1955 року, який поклав початок короткому примиренню між двома державами. Перемовини, що привели до підписання документа, відбувалися з 27 травня по 2 червня.
Декларація гарантувала невтручання у внутрішні справи Югославії та узаконювала право практикувати різні форми соціалістичного розвитку в різних країнах. Попри те, що декларація не принесла довготривалого зближення між двома державами в результаті занепокоєності Югославії долею угорської революції, вона вплинула на вихід Югославії з Балканського пакту з державами-членами НАТО Туреччиною та Грецією. Документ став наріжним каменем у відносинах між двома країнами на наступні 35 років.

## Історія
Після розколу Тіто і Сталіна у відносинах між Радянським Союзом і Югославією стався розрив, оскільки югославський лідер Йосип Броз Тіто встановлював соціалістичний режим, нехтуючи доктриною Йосипа Сталіна.
Після смерті Сталіна в 1953 році Тіто змушений був вибирати між більш західним підходом до реформ та угодою з новим радянським лідером Микитою Хрущовим. 1953 року СРСР і ФНРЮ знову обмінялися послами, тим самим офіційно поновивши дипломатичні відносини. Посол Югославії прибув у Москву 30 липня, а радянський посол прибув у Белград 30 вересня 1953 року. Однак це автоматично не привело до нормалізації відносин між двома правлячими партіями. В ході обміну листами між ЦК КПРС і ЦК СКЮ навесні 1955 року було досягнуто домовленості про підписання декларації, проєкт якої підготувала югославська сторона. Того ж року в намаганні примиритися з Радянським Союзом Тіто запросив Хрущова у Белград. Радянська урядова делегація на чолі з Хрущовим прибула в Югославію наприкінці травня 1955 р. Незважаючи на міждержавний характер переговорів, головою делегації був 1-й секретар ЦК КПРС Хрущов, а не Голова Ради Міністрів СРСР Булганін, який і підпише документ із радянського боку. Те, що делегацію офіційно очолив Хрущов, означало, що для керівника СРСР головними були питання міжпартійних відносин та офіційного відновлення зв'язків між КПРС і СКЮ.
Поїздку Хрущова у югославську столицю іноді називають «радянською Каносою».
Підписана в результаті зустрічі Белградська декларація поклала край періоду Комінформу, наголосила на необхідності розвитку і зміцнення політичних, економічних і культурних зв'язків між Радянським Союзом та Югославією, надала іншим соціалістичним країнам право тлумачити марксизм у відмінний від радянського спосіб і забезпечила рівні відносини між СРСР і всіма його сателітами. Але межі цієї угоди стали очевидними після радянської інтервенції в Угорщині в жовтні 1956 року. Слідом за цим розгорнулася нова радянська кампанія проти Тіто, яка покладала відповідальність на югославський уряд за угорське повстання. Радянсько-югославські відносини пережили подібні прохолодні періоди в 1960-х (після насильницького завершення Празької весни) і опісля (СФРЮ піддала осуду радянське вторгнення в Афганістан).